# Rhodopina seriata
Rhodopina seriata är en skalbaggsart som först beskrevs av Aurivillius 1913.  Rhodopina seriata ingår i släktet Rhodopina och familjen långhorningar. Inga underarter finns listade i Catalogue of Life.